# Alfie Deyes
 (mars 2016).
- Si vous ne connaissez pas le sujet, laissez ce bandeau (vous pouvez alors contacter les auteurs).
- Si vous supprimez le contenu mis en cause (vous pouvez préalablement contacter les auteurs),

argumentez précisément cette suppression dans la page de discussion
(un manque de référence n'est pas un argument ; une recherche réelle de référence doit avoir été effectuée, être formellement documentée).
Alfred Sidney Deyes dit Alfie deyes, né le 17 septembre 1993, est connu pour être un auteur et youtubeur britannique mais est aussi investisseur immobilier. Il est en couple avec Zoe Sugg (Zoella) depuis octobre 2012. Il possède les chaînes PointlessBlog, PointlessBlogVlogs (auparavant PointlessBlogTV) et PointlessBlogGames (auparavant AlfieGames).

## Carrière

### Youtube et autres médias sociaux
Alfie Deyes a lancé sa chaîne Youtube PointlessBlog en 2009. En février 2016, il avait près de 5 millions d'abonnés sur sa chaîne principale, près de 3 millions sur sa chaîne de vlogs quotidiens et près de 2 millions sur sa chaîne de jeux vidéo.
Il a également 5 millions de followers sur Twitter et 4 millions sur Instagram. Il a été nommé par Yahoo! News comme l'un des "12 entrepreneurs web averti à regarder" en décembre 2013.
Alfie Deyes a collaboré avec plusieurs autres YouTubers, notamment Tanya Burr, Louis Cole, Louise Pentland, Grace Helbig, Tyler Oakley, Troye Sivan, Miranda Sings, Joe Sugg, Zoe Sugg et Jim Chapman. Il a également créé deux vidéos avec Ariana Grande pour la chaîne You Generation sur YouTube.

### Publications
Il est l'auteur de plusieurs livres best-sellers dont The Pointless Book, The Pointless Book 2, et The Scrapbook of my life (mars 2016).